# Kobeljacký rajón
Kobeljacký rajón (ukrajinsky Кобеляцький район) byl rajón v Poltavské oblasti na Ukrajině. Hlavním městem byly Kobeljaky a rajón měl  přibližně421 tisíc obyvatel. 

## Sídla v rajónu
- Kobeljaky
- Bilyky